# Бутенко, Константин Иванович
Константин Иванович Бутенко (1901, с. Малое Куракино, Таганрогский округ, Область Войска Донского, Российская империя — 28 июля 1938, Коммунарка, Ленинский район, Московская область, РСФСР, СССР) — советский инженер, организатор промышленности, директор Кузнецкого металлургического комбината, депутат Верховного Совета СССР I созыва, заместитель народного комиссара тяжёлого машиностроения СССР.  

## Биография
Константин Бутенко родился в 1901 году в селе Малое Куракино (ныне — Политотдельское) Таганрогского округа в семье рабочих. В шесть лет потерял отца. 
До 1920 года работал слесарем на Балтийском механическом заводе в Таганроге.
Окончил Таганрогское ремесленное училище, рабфак и металлургический факультет Донского политехнического института в Новочеркасске (1927).
В 1927 — 1931 годах работал в Юзовке на Донецком металлургическом заводе: 
- сменным инженером (1927),
- главным инженером (1928),
- начальником доменного цеха (1928 — 1931).

Добился повышения производительности печей на 30 %.
В 1930 году был командирован в Германию составе группы, которую возглавлял Г. Л. Пятаков, для закупки оборудования и изучения технологий. Пробыл там 8 месяцев, побывал на Friedrich Krupp AG Hoesch-Krupp, Mannesmann AG.
С 1932 года — директор Енакиевского металлургического завода. 
В 1934 — 1937 годах директор Кузнецкого металлургического завода имени И. В. Сталина.
17 декабря 1934 года награждён орденом Ленина. 
12 декабря 1937 года избран депутатом Верховного Совета СССР I созыва по Сталинскому избирательному округу Новосибирской области.
В январе 1938 года переведён на должность заместителя наркома тяжёлого машиностроения СССР. В мае того же года арестован по обвинению в участии в контрреволюционной террористической организации. 28 июля приговорен к ВМН и в тот же день расстрелян на Коммунарке. Реабилитирован 14 декабря 1954 года.